# Leptothorax rothneyi
Leptothorax rothneyi är en myrart som beskrevs av Auguste-Henri Forel 1902. Leptothorax rothneyi ingår i släktet smalmyror, och familjen myror.

## Underarter
Arten delas in i följande underarter:
- L. r. rothneyi
- L. r. simlensis